# 野口站
野口站（日语：／ Noguchi eki */?）是位於兵庫縣加古川市野口町良野，日本國有鐵道（國鐵）高砂線和別府鐵道野口線的鐵路車站（廢站）。

## 概要
雖然此站是高砂線和別府鐵道線的轉乘站，但是由於兩線的列車班次較少，加上於附近行走的國鐵山陽本線與山陽電氣鐵道本線擔當了大部分運輸需求，車站位於市區之中，就算此站是距離加古川市市政廳最近的鐵路車站，日間時間較少乘客使用此站。
基於上述原因，此站被稱為「日本最孤獨的國鐵·私鐵轉乘站」。

## 歷史
- 1913年（大正2年）12月1日：播州鐵道（日语：播州鉄道）北在家站（客運車站）啟用[2][3]。
- 1914年（大正3年）9月25日：改名為野口站[2][3]。
- 1917年（大正6年）10月9日：降級為野口停留場[2]。
- 1921年（大正10年）9月3日：別府鐵道野口線開業。
- 1923年（大正12年）12月21日：播州鐵道的鐵路線轉讓給播丹鐵道。
- 1943年（昭和18年）6月1日：播丹鐵道線被國有化，成為鐵道省高砂線[2]。同時升級為野口站[2]。
- 1945年（昭和20年）1月11日：別府鐵道線成為不要不急線，因需要提供物資使別府鐵道線暫停營業。
- 1947年（昭和22年）5月22日：別府鐵道線重開。
- 1959年（昭和34年）5月1日：結束行李起卸業務[4]。
- 1984年（昭和59年）
  - 2月1日：別府鐵道野口線被廢除。
  - 12月1日：國鐵高砂線被廢除[2][3]。

## 車站構造
此站為無人車站，設有1面2線的島式月台。此站沒有站舍。西邊的月台是高砂線，東邊的月台是別府鐵道線。在月台北邊設有共用的檢票柵，但是基本上沒有被使用。由於別府鐵道線曾經設有客車行走，因此站內設有機走線。

## 車站周邊
- 加古川市市政廳
- 加古川市民會館
- 加古川勞動基準監督署

## 現狀

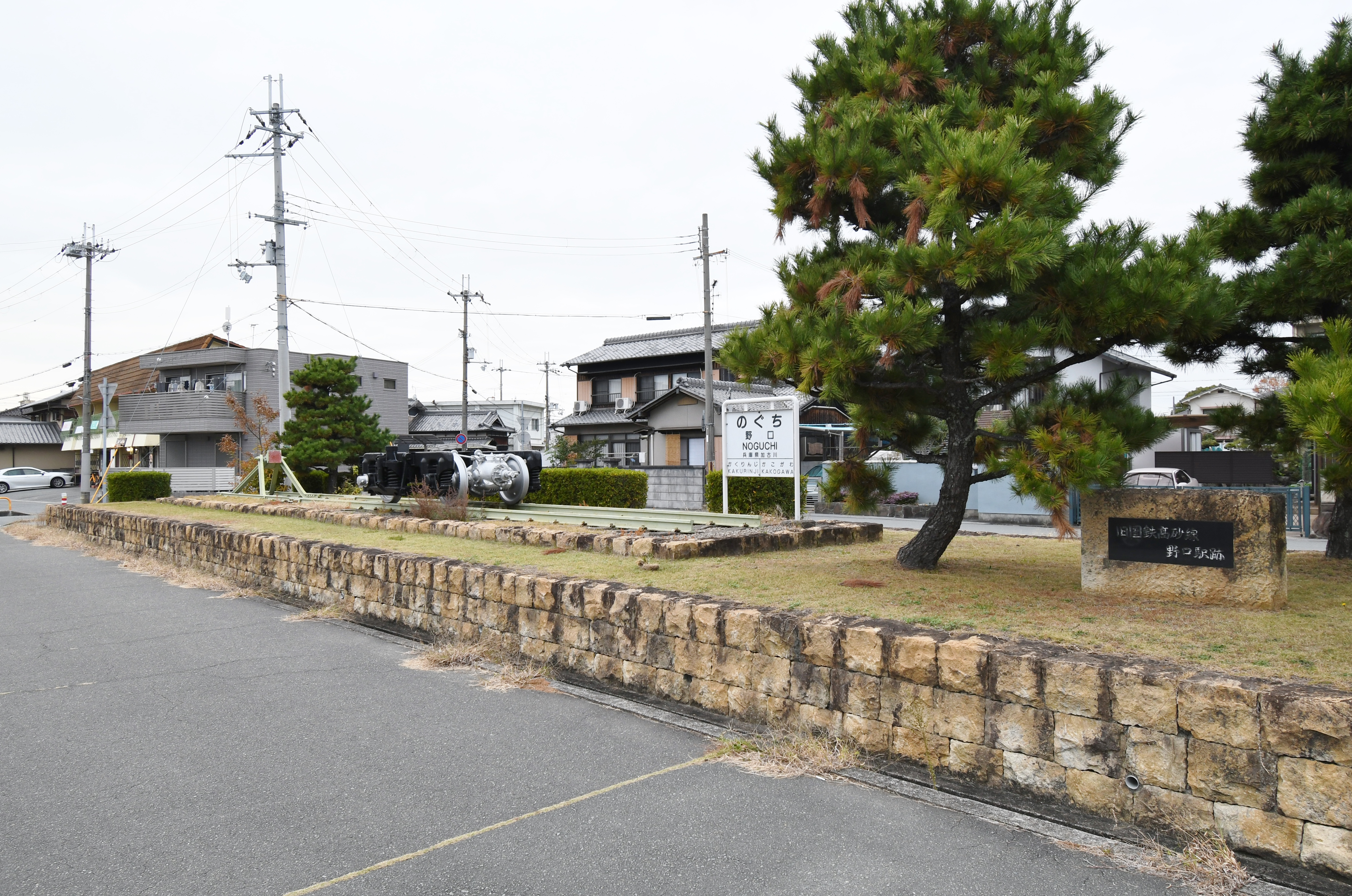
野口站遺址（2022年11月）

高砂線路軌遺址變為道路，別府鐵道野口線路軌遺址變成行人路。在車站遺址設置了紀念碑、路軌、車輪和站名牌。

## 其他
在1970年代，當野口五郎的偶像人氣達到頂峰時。當時從「幸福站」開始的「吉祥站名」風氣中，愛媛縣的五郎站曾經也被介紹。但是由於此站是無人車站，因此無法購買此站的入場票或「野口前往五郎」的車票。

## 相鄰車站
日本國有鐵道（國鐵）
高砂線
加古川－野口－鶴林寺
別府鐵道
野口線
野口－藤原製作所前

## 注腳

## 相關項目
- 日本鐵路車站列表 No